# Артур Мело
Артур Енріке Рамос ді Олівейра Мело (порт. Arthur Henrique Ramos de Oliveira Melo; нар 12 серпня 1996, Гоянія), також відомий як Артур — бразильський футболіст, півзахисник італійського «Ювентуса», який на правах оренди грає за «Фіорентіну».

## Клубна кар'єра
Артур почав кар'єру в клубі «Гояс» зі свого рідного міста. У 2010 році його помітили скаути клубу «Греміо», після чого він став гравцем їх футбольної академії.
В січні 2015 року Луїс Феліпе Сколарі перевів Артура з юнацького складу «Греміо» в основний. Незабаром він дебютував у матчі Ліги Гаушу. У 2016 році Артур дебютував в бразильській Серії А, вийшовши на заміну в останній грі сезону проти «Ботафого».
У 2017 році закріпився в основному складі «Греміо». У своєму дебютному матчі в Кубку Лібертадорес проти «Гуарані» Артур був визнаний найкращим гравцем матчу, зробивши 40 передач з точністю 100 %. В кінці року допоміг своїй команді завоювати Кубок Лібертадорес. Коментатори порівнювали його за стилем гри з іспанськими півзахисниками Андресом Іньєстою і Тьяго Алькантарою.
Саме Іньєсту бразильському півзахиснику судилося замінити у складі іспанської «Барселони», гравцем якої він став влітку 2018 року. Бразилець обійшовся каталонському гранду у 31 мільйон євро плюс до 9 мільйонів євро у вигляді можливих майбутніх бонусів.
Після двох сезонів, проведених за «Барсу», влітку 2020 року за 72 мільйони євро (з можливими 10 мільйонами євро у вигляді додаткових бонусів) перейшов до італійського «Ювентуса», з яким уклав п'ятирічний контракт. Одночасно у зворотньому напрямі попрямував досвідчений боснійський півзахисник Міралем П'янич.

## Кар'єра в збірній
Артур виступав за збірні Бразилії до 17 і до 20 років. У 2013 році взяв участь у чемпіонаті Південної Америки для гравців до 17 років.
15 вересня 2017 року Артур був вперше викликаний до складу основної збірної Бразилії, але на полі не з'явився. За головну команду Бразилії дебютував лише роком пізніше, проте згодом швидко став гравцем її основного складу. Зокрема вже був стабільним гравцем «основи» бразильців на Кубку Америки 2019.

## Статистика виступів

### Статистика клубних виступів
Станом на 1 вересня 2022
| Сезон                 | Команда               | Чемпіонат             | Чемпіонат | Чемпіонат | Національний кубок | Національний кубок | Національний кубок | Континентальні кубки | Континентальні кубки | Континентальні кубки | Інші змагання | Інші змагання | Інші змагання | Усього | Усього |
| Сезон                 | Команда               | Ліга                  | Ігор      | Голів     | Ліга               | Ігор               | Голів              | Ліга                 | Ігор                 | Голів                | Ліга          | Ігор          | Голів         | Ігор   | Голів  |
| --------------------- | --------------------- | --------------------- | --------- | --------- | ------------------ | ------------------ | ------------------ | -------------------- | -------------------- | -------------------- | ------------- | ------------- | ------------- | ------ | ------ |
| 2016                  | «Греміо»              | A+A1/G                | 1+0       | 0         | КБ                 | 0                  | 0                  | ЛЧ                   | -                    | -                    | ПЛ            | 0             | 0             | 1      | 0      |
| 2017                  | «Греміо»              | A+A1/G                | 27+4      | 1+0       | КБ                 | 5                  | 1                  | ЛЧ                   | 12                   | 0                    | ПЛ+КЧС        | 2+0           | 0             | 50     | 2      |
| 2018                  | «Греміо»              | A+A1/G                | 7+7       | 1+3       | КБ                 | 0                  | 0                  | ЛЧ                   | 3                    | 0                    | -             | -             | -             | 17     | 4      |
| Усього за «Греміо»    | Усього за «Греміо»    | Усього за «Греміо»    | 35+11     | 2+3       |                    | 5                  | 1                  |                      | 15                   | 0                    |               | 2             | 0             | 68     | 6      |
| 2018–19               | «Барселона»           | ПД                    | 27        | 0         | КІ                 | 7                  | 0                  | ЛЧ                   | 9                    | 0                    | СІ            | 1             | 0             | 44     | 0      |
| 2019–20               | «Барселона»           | ПД                    | 21        | 3         | КІ                 | 3                  | 1                  | ЛЧ                   | 4                    | 0                    | СІ            | -             | -             | 28     | 4      |
| Усього за «Барселону» | Усього за «Барселону» | Усього за «Барселону» | 48        | 3         |                    | 10                 | 1                  |                      | 13                   | 0                    |               | 1             | 0             | 72     | 4      |
| 2020–21               | «Ювентус»             | A                     | 22        | 1         | КІ                 | 2                  | 0                  | ЛЧ                   | 7                    | 0                    | СІ            | 1             | 0             | 32     | 1      |
| 2021–22               | «Ювентус»             | A                     | 20        | 0         | КІ                 | 4                  | 0                  | ЛЧ                   | 6                    | 0                    | СІ            | 1             | 0             | 31     | 0      |
| Усього за «Ювентус»   | Усього за «Ювентус»   | Усього за «Ювентус»   | 42        | 1         |                    | 6                  | 0                  |                      | 11                   | 0                    |               | 2             | 0             | 63     | 1      |
| Усього за кар'єру     | Усього за кар'єру     | Усього за кар'єру     | 137       | 9         |                    | 21                 | 2                  |                      | 41                   | 0                    |               | 5             | 0             | 204    | 11     |

### Статистика виступів за збірну
Станом на 29 березня 2022
| Дата       | Місто          | Господарі         | Результат          | Гості          | Турнір                          | Голи | Примітки |
| ---------- | -------------- | ----------------- | ------------------ | -------------- | ------------------------------- | ---- | -------- |
| 7-9-2018   | Іст-Ратерфорд  | США               | 0 – 2              | Бразилія       | товариський матч                | -    | 60'      |
| 12-9-2018  | Лендовер       | Бразилія          | 5 – 0              | Сальвадор      | товариський матч                | -    | 70'      |
| 12-10-2018 | Ер-Ріяд        | Саудівська Аравія | 0 – 2              | Бразилія       | товариський матч                | -    | 72'      |
| 16-10-2018 | Джидда         | Бразилія          | 1 – 0              | Аргентина      | товариський матч                | -    |          |
| 16-11-2018 | Лондон         | Бразилія          | 1 – 0              | Уругвай        | товариський матч                | -    |          |
| 20-11-2018 | Мілтон-Кінз    | Бразилія          | 1 – 0              | Камерун        | товариський матч                | -    |          |
| 23-3-2019  | Порту          | Бразилія          | 1 – 1              | Панама         | товариський матч                | -    | 72'      |
| 26-3-2019  | Прага          | Чехія             | 1 – 3              | Бразилія       | товариський матч                | -    | 71'      |
| 6-6-2019   | Бразиліа       | Бразилія          | 2 – 0              | Катар          | товариський матч                | -    | 66'      |
| 9-6-2019   | Порту-Алегрі   | Бразилія          | 7 – 0              | Гондурас       | товариський матч                | -    | 32'      |
| 18-6-2019  | Салвадор       | Бразилія          | 0 – 0              | Венесуела      | Копа Америка 2019 - 1-й етап    | -    |          |
| 22-6-2019  | Сан-Паулу      | Перу              | 0 – 5              | Бразилія       | Копа Америка 2019 - 1-й етап    | -    |          |
| 27-6-2019  | Порту-Алегрі   | Бразилія          | 0 – 0 (4 – 3 п.п.) | Парагвай       | Копа Америка 2019 - чвертьфінал | -    | 84'      |
| 2-7-2019   | Белу-Оризонті  | Бразилія          | 2 – 0              | Аргентина      | Копа Америка 2019 - півфінал    | -    |          |
| 7-7-2019   | Ріо-де-Жанейро | Бразилія          | 3 – 1              | Перу           | Копа Америка 2019 - Фінал       | -    |          |
| 7-9-2019   | Маямі-Ґарденс  | Бразилія          | 2 – 2              | Колумбія       | товариський матч                | -    |          |
| 10-10-2019 | Сінгапур       | Бразилія          | 1 – 1              | Сенегал        | товариський матч                | -    | 68'      |
| 13-10-2019 | Сінгапур       | Бразилія          | 1 – 1              | Нігерія        | товариський матч                | -    | 80'      |
| 15-11-2019 | Ер-Ріяд        | Бразилія          | 0 – 1              | Аргентина      | товариський матч                | -    | 55'      |
| 19-11-2019 | Абу-Дабі       | Бразилія          | 3 – 0              | Південна Корея | товариський матч                | -    | 80'      |
| 17-11-2020 | Монтевідео     | Уругвай           | 0 – 2              | Бразилія       | Відбір до ЧС 2022               | 1    |          |
| 29-3-2022  | Ла-Пас         | Болівія           | 0 – 4              | Бразилія       | Відбір до ЧС 2022               | -    | 77'      |
| Усього     |                | Матчів            | 22                 |                | Голів                           | 1    |          |

## Титули і досягнення
Командні
- Володар Кубка Бразилії (1):

«Греміо»: 2016
- Володар Кубка Лібертадорес (1):

«Греміо»: 2017
- Володар Рекопи Південної Америки (1):

«Греміо»: 2018
- Володар Суперкубка Іспанії (1):

«Барселона»: 2018
- Чемпіон Іспанії (1):

«Барселона»: 2018-19
- Володар Суперкубка Італії (1):

«Ювентус»: 2020
- Володар Кубка Італії (1):

«Ювентус»: 2020-21

### Збірні
- Переможець Суперкласіко де лас Амерікас: 2018
- Переможець Кубка Америки: 2019

Індивідуальні
- Найкращий новачок чемпіонату Бразилії: 2017[5]
- У символічній збірній чемпіонату Бразилії: 2017[5]